# Pragmàtica sanció
Una pragmàtica sanció és aquella norma o disposició legal promulgada per un rei i que afecta aspectes fonamentals de l'estat, regulant qüestions com la successió al tron o d'altres. Hom acostuma a identificar-les per la data en què foren decretades.

## Exemples
Entre les sancions que han adquirit major notorietat històrica hi ha:
- Pragmàtica Sanció del 554, dictada per l'emperador Justinià I.
- Pragmàtica Sanció del 1438 (Bourges), dictada per Carles VII de França.
- Pragmàtica Sanció del 1703, dictada per Leopold I del Sacre Imperi Romanogermànic
- Pragmàtica Sanció del 1713, dictada per Carles VI d'Alemanya.[3]
- Pragmàtica Sanció de 1767, dictada per Carles III d'Espanya, decretant l'expulsió dels jesuïtes d'Espanya.
- Pragmàtica Sanció de 1776, dictada per Carles III d'Espanya, sobre matrimonis desiguals.
- Pragmàtica Sanció del 1789, dictada per Carles IV d'Espanya (no publicada).[4]
- Pragmàtica Sanció del 1830, dictada per Ferran VII d'Espanya derogant la Llei Sàlica.[4]

## Dret Català
En dret català, des del segle xiii (1283), quan les constitucions passaren a ésser dret paccionat del rei amb les corts, les disposicions i ordinacions del sobirà que no eren acte de cort i de caràcter general reberen el nom de pragmàtiques (les d'interès particular rebien el nom de privilegi o ordinació particular). Eren revocables pel mateix monarca, però mai no podien contradir els Usatges ni el dret paccionat de les constitucions de Catalunya ni els costums provats de caràcter immemorial. En alguns territoris de jurisdicció baronial no eren obligatòries i podien ésser substituïdes per ordinacions de barons.